# Miho Watanabe
Miho Watanabe (Takatsuki, 8 gennaio 1989) è un'ex pallavolista giapponese.
Giocava nel ruolo di palleggiatrice.

## Carriera
La carriera di Miho Watanabe inizia nei tornei scolastico col Liceo Takibana, prima di giocare a livello universitario con la University of Tsukuba dal 2007 al 2011. Inizia la carriera professionistica nella stagione 2011-12, facendo il suo esordio in V.Premier League con le NEC Red Rockets, club nel quale gioca per tre annate, ritirandosi al termine della stagione 2013-14.